# Guatapé (kommun)
Guatapé är en kommun i Colombia.   Den ligger i departementet Antioquía, i den centrala delen av landet, 220 km nordväst om huvudstaden Bogotá. Antalet invånare är 5 838. Arean är 69 kvadratkilometer.
Terrängen i Guatapé är varierad.